# مورق العجلي
مورق العجلي أبو المعتمر البصري تابعي بصري، وأحد رواة الحديث النبوي. روى له الجماعة.

## سيرته
مورق بن مشمرج، ويُقال: ابن عَبد اللَّهِ، وكنيته أبي المعتمر، كان من العُباد في البصرة، وكان تاجرًا يكسب المال، وينفقه على الفقراء، فلا يأتي عليه جمعة وعنده منه شيء. قال جميل بن مرة: «كان مورق رحمه الله يجيئنا فيقول: أمسكوا لنا هذه الصرة، فإن احتجتم فأنفقوها، فيكون آخر عهده بها»، وقيل: «وكان يأتي الأخ فيعطيه الأربعمائة والخمسمائة ويقول: ضعها لنا عندك، ثم يلقاه بعد، فيقول: شأنك بها، لا حاجة لي فيها»، ومن أقواله: «تعلمت الصمت في عشر سنين، وما قلت شيئا قط إذا غضبت، أندم عليه إذا زال غضبي». توفي في ولاية عمر بن هبيرة على العراق، قال ابن حبان: «كان من العباد الخشن مات سنة خمس ومئة».

## روايته للحديث النبوي
- روى عن: أنس بن مالك، وجندب بن عبد الله البجلي، وسلمان الفارسي، وصفوان بن محرز، وعبد الله بن جعفر بن أبي طالب، وعبد الله بن عباس، وعبد الله بن عمر بن الخطاب، وأبيه عمر بن الخطاب مرسل، ومحمد بن سيرين، وأبي الأَحوص الجشمي، وأبي الدرداء مرسل، وأبي ذر الغفاري مرسل.
- روى عنه: أبان بن أبي عياش، وإسماعيل بن أبي خالد، وتوبة العنبري، وجميل بن مرة، وحميد الطويل، وعاصم الأحول، وعطية بن بهرام، وعون بن أبي شداد، وقتادة بن دعامة، ومجاهد بن جبر، ومسلم بن مسلم، وموسى بن ثروان، وأبو التياح البصري.[1]
- الجرح والتعديل: وثّقه النسائي ومحمد بن سعد البغدادي والعجلي والذهبي وابن حجر العسقلاني، قال محمد بن سعد البغدادي: «كَانَ ثقة عابدًا»، ذكره ابن حبان في كتاب الثقات، روى له الجماعة. قال عبد الرحمن بن أبي حاتم: قيل لأبي زرعة: «مورق العجلي، عَن أبي ذر؟» قال: «مرسل، لم يسمع مورق من أبي ذر شيئًا»، وكذلك قال الدارقطني،[1] وَقَال الذهبي: «يروي عن عُمَر، وأبي ذر، وأَبي الدَّرْدَاء وطائفة ممن لم يلحق السماع منهم، فذلك مرسل».[2]